# Westside Express Service
El Westside Express Service es un sistema de tren de cercanías que abastece al condado de Washington, Oregón operado por Portland & Western Railroad. Inaugurado el 1 de enero de 1989, actualmente el Westside Express Service cuenta con 1 línea 5 estaciones.